# I de lugnaste vatten
I de lugnaste vatten är en bok av Viveca Sten 2008. Det är den första boken i en serie Sandhamnsdeckare om kriminalinspektören Thomas Andreasson och juristen Nora Linde.